# ザ・バッド・ボーイズ
ザ・バッド・ボーイズ (The Bad Boys) は、1970年代半ばに活動していた日本のロックバンド。廣田龍人と清水仁を中心としたバンドであり、ビートルズのコピーバンドとして知られていた。

## 概要
大阪市立鶴見橋中学校で廣田龍人と清水仁が知り合い、一緒にバンド活動をするようになった。
1969年に、メンバーが、廣田（ジョン・レノン役）と清水（ポール・マッカートニー役）に加え、川端孝博（ジョージ・ハリスン役）、城間正博（リンゴ・スター役）となり、ザ・バッド・ボーイズとして活動を始めた。
1973年5月に上京、同年10月には、ビートルズの日本独自編集の1枚目のアルバム『ビートルズ!』を完全コピーしたデビュー・アルバム『MEET THE BAD BOYS』をリリースした。同時期に、岡本おさみ・作詞/吉田拓郎・作曲の楽曲「ビートルズが教えてくれた」を、デビュー・シングルとしてリリースした。その後、1976年まで活動していたが、清水が脱退してオフコースに参加し、バンドとしての活動は途絶えた。
清水がオフコースに参加して2年後の1978年12月、オフコースのドラマーの大間ジローが急病の為一時グループ活動を離脱。大間が復帰するまでの約2ヶ月間城間が大間の代役としてライブ等で活動をしている。
バンド名は、ビートルズがレパートリーのひとつとして演奏していたラリー・ウィリアムズの楽曲「バッド・ボーイ」に由来している。
デビュー・アルバム『MEET THE BAD BOYS』は、1989年に2枚のシングルAB面4曲を追加して東芝EMIの「極東ロックコレクション」シリーズの1枚として初CD化。また、2014年には別名儀エレクトリック・ナッツ・メロウ・ストリングド・カルテットとしてリリースされた、ビートルズの楽曲のカラオケ・アルバム『ウィズアウト・ザ・ビートルズ』もCD化された。
2016年11月30日、赤坂グラフティでの廣田のオリジナルソロライブで清水がベースとして参加。バッドボーイズの幻のオリジナル曲「渚のふたり」を演奏。アンコールでは観に来ていた城間もステージに上がりドラムを叩く。廣田、清水、城間の３人が同じステージで演奏するのは1989年12月のジョン・レノン追悼ライブ以来27年振りだった。

## メンバー
| 人名                           | 生年月日               | 出身地             | 担当                                       |
| ------------------------------ | ---------------------- | ------------------ | ------------------------------------------ |
| 廣田龍人 （ひろた りゅうじん） | 1951年2月3日（74歳）   | 広島県             | ギター・ボーカル ジョン・レノン 役         |
| 清水仁 （しみず ひとし）       | 1950年11月25日（74歳） | 大阪府大阪市西成区 | ベース・ボーカル ポール・マッカートニー 役 |
| 川端孝博 （かわばた たかひろ） | 1950年2月12日（75歳）  | 大阪府泉南市       | ギター・ボーカル ジョージ・ハリスン 役     |
| 城間正博 （しろま まさひろ）   | 1952年4月6日（72歳）   | 大阪府大阪市西成区 | ドラム・ボーカル リンゴ・スター 役         |

## ディスコグラフィー

### シングル
1. ビートルズが教えてくれた（作詞／岡本おさみ　作曲／吉田拓郎）
c/w　チークを踊ろう（作詞・作曲／吉田拓郎）（1973年10月5日）
2. 僕と踊ろう（作詞・作曲／ファン・リック・ヨーナム）
c/w　アイツのせい（作詞・作曲／小田和正　補作詞／ザ・バッド・ボーイズ）（1975年8月）

### アルバム
1. MEET THE BAD BOYS（1973年）
2. ウィズアウト・ザ・ビートルズ（発売日不明）
  - エレクトリック・ナッツ・メロウ・ストリングド・カルテット名義。